# Cầu Cấp Thủy Môn
Cầu Cấp Thủy Môn (giản thể: 汲水门大桥; phồn thể: 汲水門大橋; bính âm: Jíshuǐmén Dàqiáo, Hán Việt:Cấp Thủy Môn đại kiều) là một cây cầu dây văng ở Hồng Kông. Cầu mang cả đường bộ và đường ray, với nhịp chính dài 430m và tổng chiều dài 1323m, nối Mã Loan và đảo Đại Nhĩ Sơn ở Hồng Kông trong một phần của tuyến đường chính Thanh Tự (Lantau Link) phục vụ Sân bay quốc tế Hồng Kông.